# Château de Kartlow
Le château de Kartlow (Schloß Kartlow) est un château néogothique allemand situé à Kartlow dans l'arrondissement du Plateau des lacs mecklembourgeois, près de Kruckow (Mecklembourg-Poméranie-Occidentale) construit par Friedrich Hitzig.

## Histoire
Les terres de Kartlow sont mentionnées pour la première fois en 1245. Il y avait une maison fortifiée appartenant à Barnim Ier le Bon, duc de Poméranie-Demmin, dont son fils Boguislav IV de Poméranie hérite. Elle passe ensuite à la fin du XIIIe siècle aux chevaliers von Heyden qui acquièrent les terres environnantes en bien féodal. Ils doivent surveiller et protéger les environs des attaques polonaises. Le château est détruit pendant la Guerre de Trente Ans vers 1630. La cartographie suédoise de la Poméranie, entre 1692 et 1709, fait référence en 1698 à des ruines à l'ouest du parc.
La famille von Heyden avait fait construire une grande demeure sans étage en trois bâtiments, cinquante mètres à l'est du château actuel, mais Woldemar von Heyden décide au milieu du XIXe siècle de faire bâtir un nouveau château. Il est alors conseiller général du land et prospère, son épouse, née Athalie Fränkel, appartient à une riche famille bourgeoise et apporte une fortune importante en dot. Il apprécie le style gothique anglais (pays avec lequel il est en affaires) et confie donc le projet à Friedrich Hitzig, élève du célèbre Karl Friedrich Schinkel. Le château est construit entre 1853 et 1859 pour la somme considérable de 43 821 thalers. Il est habitable en 1856. Le parc à l'anglaise est quant à lui dessiné par Peter Joseph Lenné.
La famille von Heyden reste propriétaire des lieux, jusqu'en 1945, lorsqu'elle se fait expulser par l'Armée rouge, mettant fin à une présence de presque sept siècles. Il sert de refuge à  partir de l'automne 1945 à des milliers de réfugiés expulsés comme tous leurs millions de compatriotes de province de Prusse-Orientale et de province de Prusse-Occidentale. Le château est ensuite divisé en appartements pendant l'époque de la république démocratique allemande, avec une école en bas et un magasin populaire d'alimentation, ainsi que des bureaux de l'administration locale.
Le château est redevenu propriété privée aujourd'hui avec le projet d'en faire un hôtel. Il est toujours en cours de restauration.

## Galerie

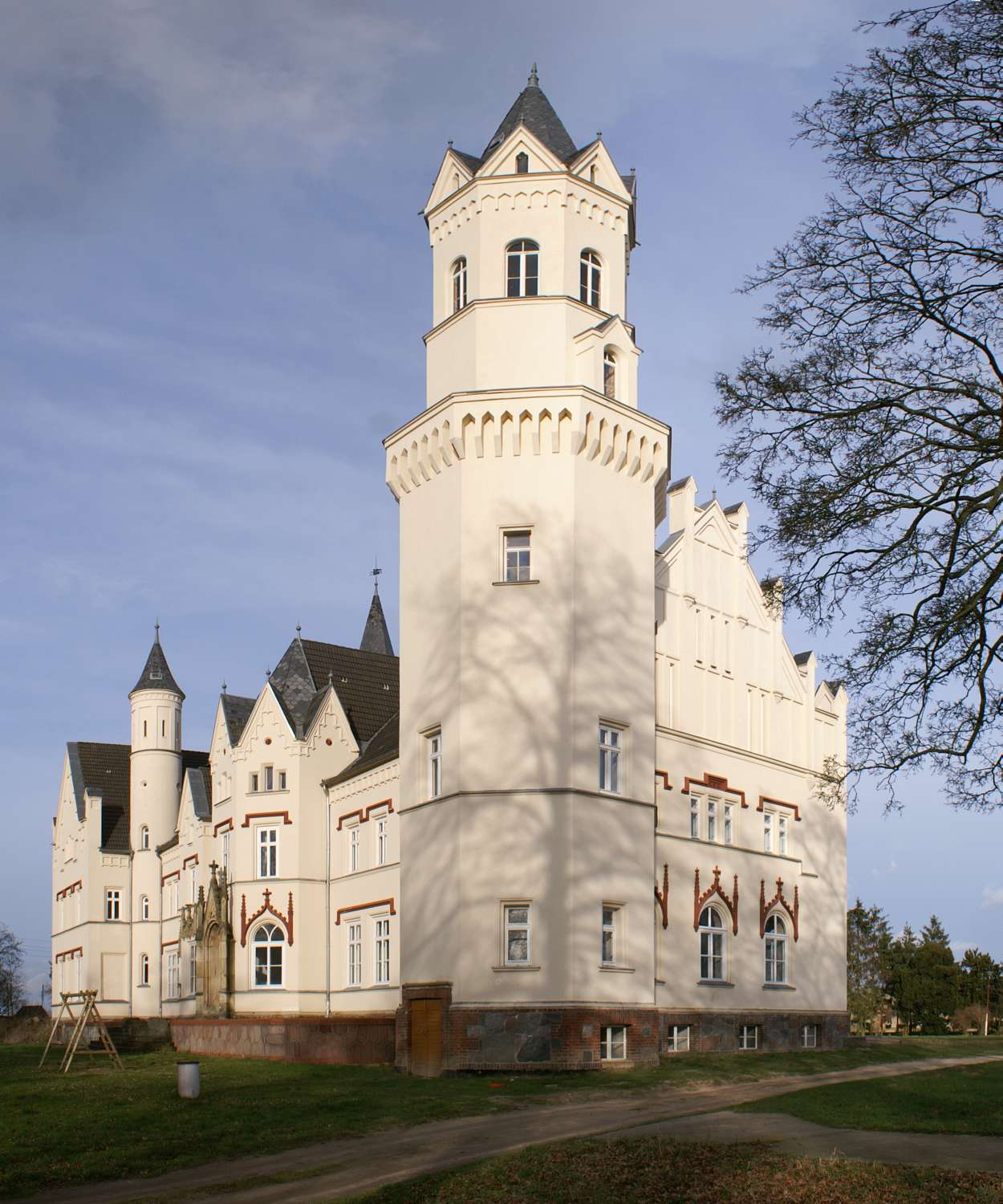
Tour sud-est
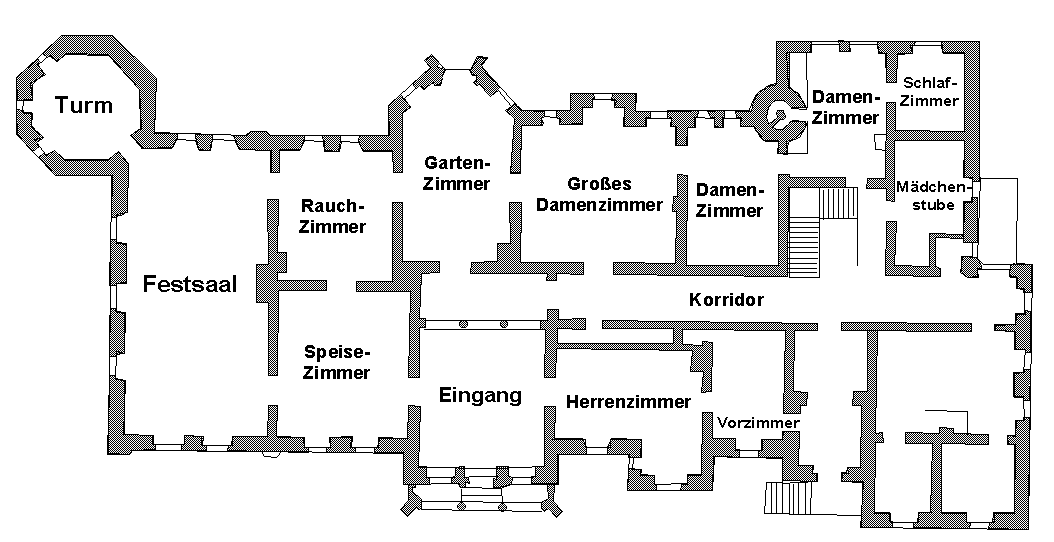
Plan du rez-de-chaussée
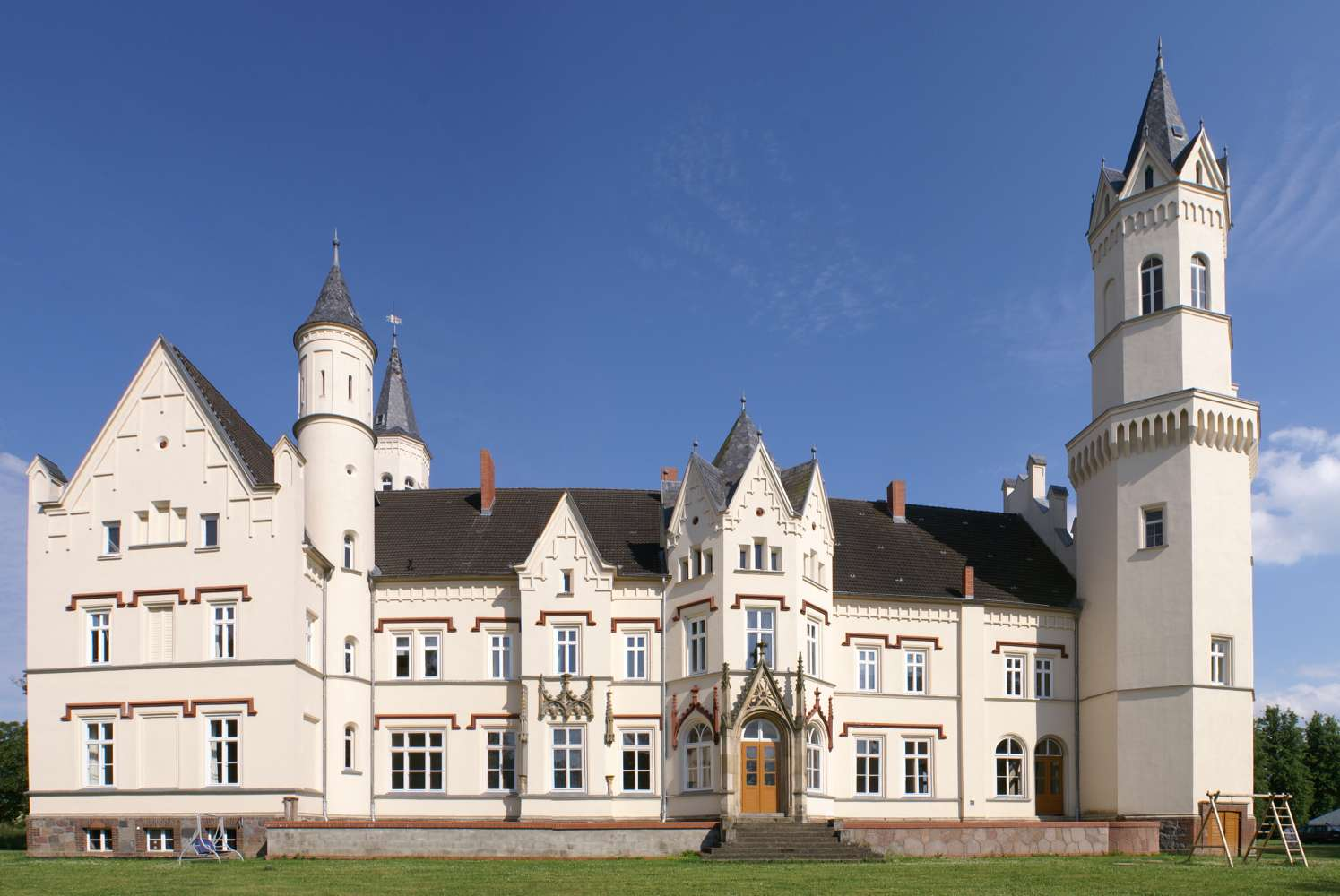
Vue de la façade ouest

## Architecture
Le château néogothique, qui est comparable au château de Bredenfelde construit par le même architecte pour le frère de Wolfgang von Heyden, contient aussi des éléments néorenaissances. Son architecture se caractérise surtout par son jeu des asymétries et des ruptures de plans, à une époque où les aristocrates préféraient se faire construire des châteaux en style néoclassique. La grande tour sud-ouest octogonale domine l'ensemble, tandis que la tour nord-est est de plan carré couronnée par un toit pointu coiffant une partie octogonale. Le bâtiment est ponctué de pignons de différentes tailles et d'une terrasse à l'ouest qui servait autrefois de jardin d'hiver, aujourd'hui disparu.

## Intérieur
L'entrée d'honneur se trouve sur la façade est. L'on accède au hall d'entrée par un portique néorenaissance soutenant une terrasse. Les murs du hall d'entrée sont décorés de peintures murales romantiques. Recouvertes après la guerre, elles ont été restaurées à partir de 1986. On remarque un Moïse avec le Veau d'or et un saint Boniface sacré évêque avec l'arbre de Donar (ou de Thor) tombé à ses pieds. Une troisième peinture représente Martin Luther écrivant à sa table de travail, une quatrième une allégorie des légendes germaniques. Enfin, huit médaillons en relief représentent des personnages de la Réforme. Celui de Luther est au-dessus de l'entrée menant au salon du maître de maison, celui d'Ulrich von Hutten au-dessus de la porte de la salle-à-manger. Des boiseries et une cheminée de marbre ont disparu en 1945. Quant aux plafonds à caissons de la salle de bal, ils sont en cours de restauration. Le mobilier originel a disparu, mais l'on trouve encore des pièces du service de porcelaine de la manufacture royale de porcelaine de Berlin au musée régional de Demmin. Ce service, offert par Frédéric le Grand au général von Glöden, était dans la famille von Heyden depuis 1803.
On remarque différents panneaux muraux dans les appartements de la maîtresse de maison représentant des héroïnes de scènes littéraires romantiques du XIXe siècle. Elles sont peintes par Eduard Bendemann, Moritz von Schwind et Wilhelm von Kaulbach.

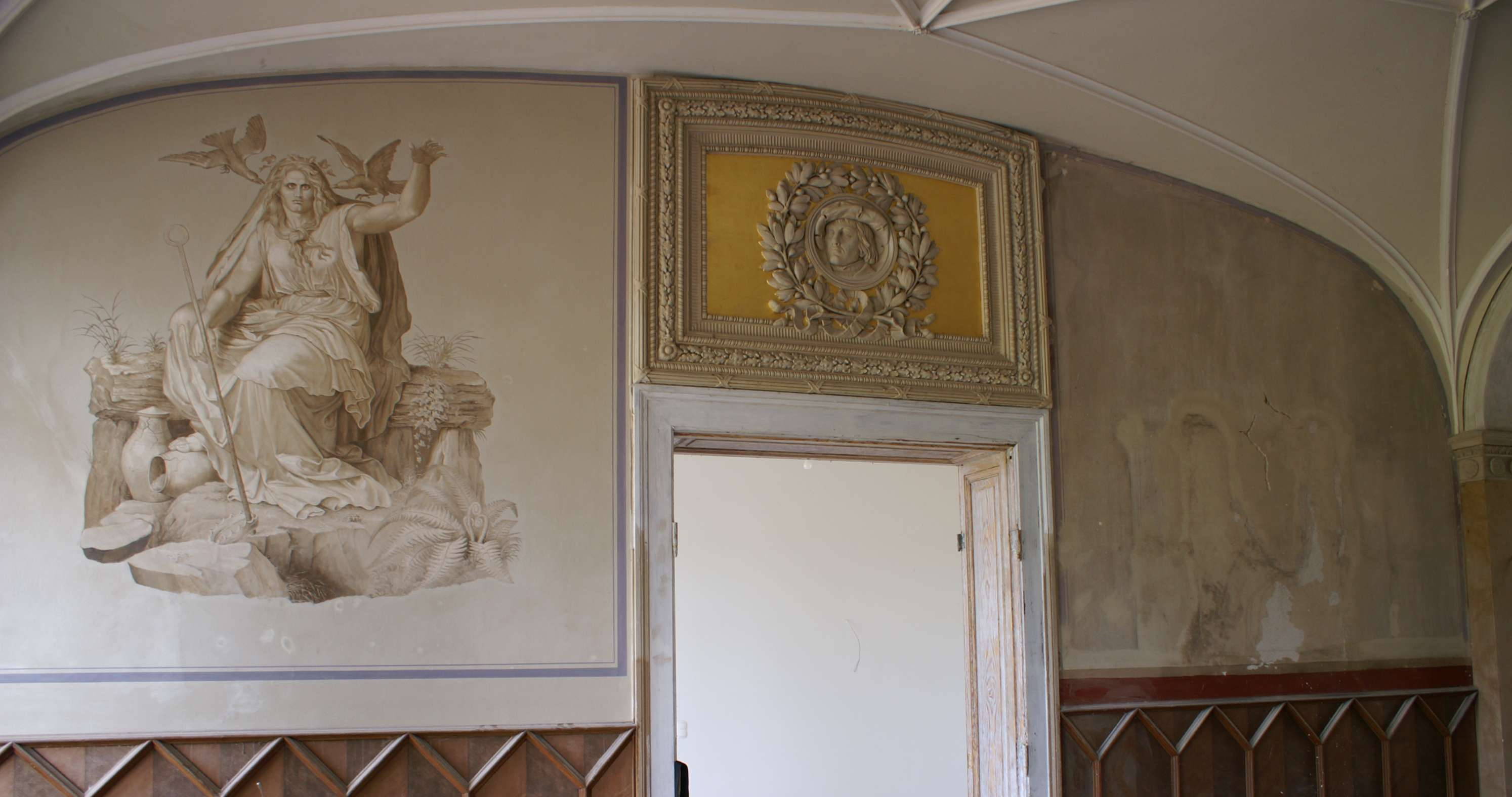
Détail du hall d'entrée
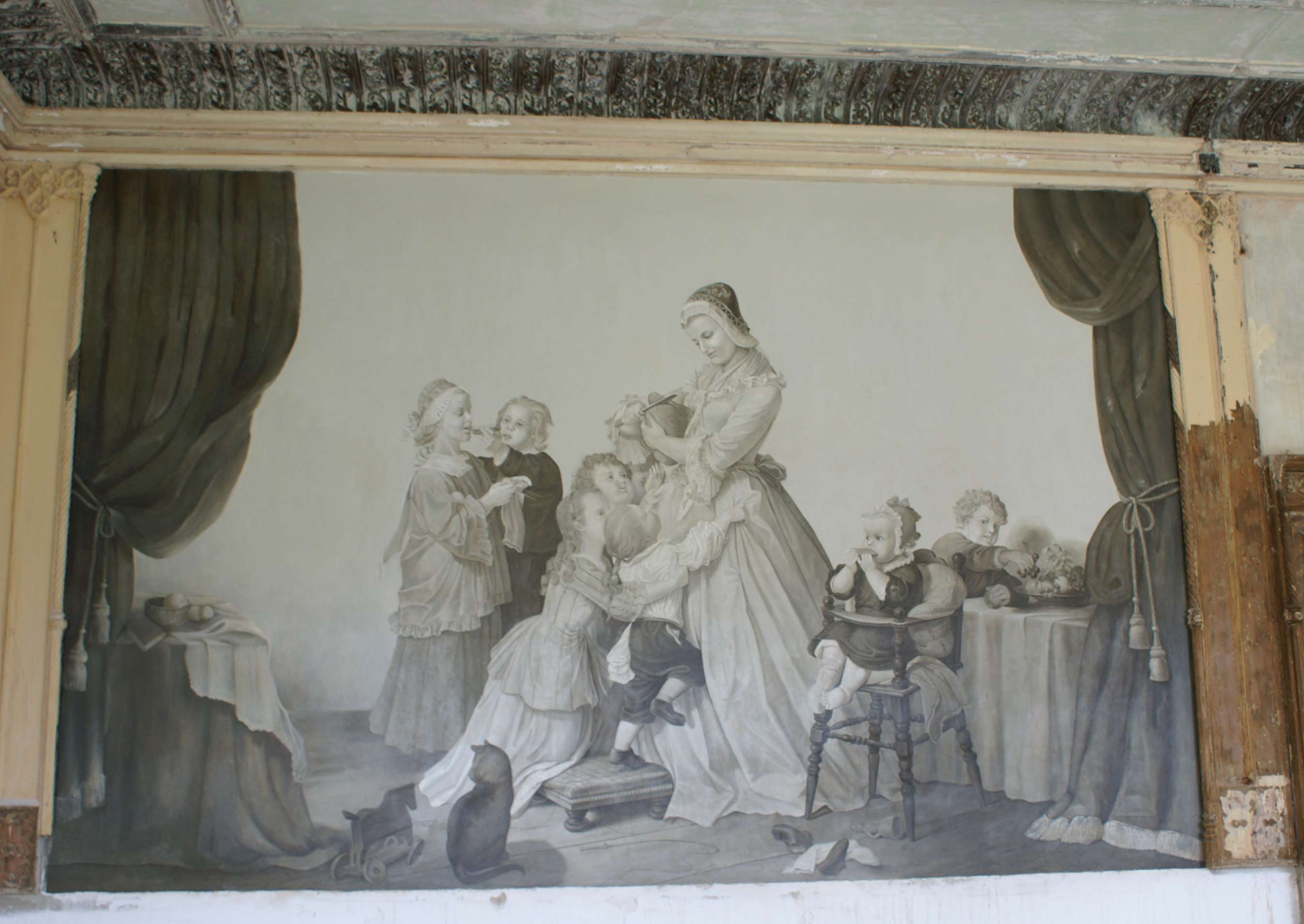
Panneau mural dans la chambre de la maîtresse de maison

## Parc

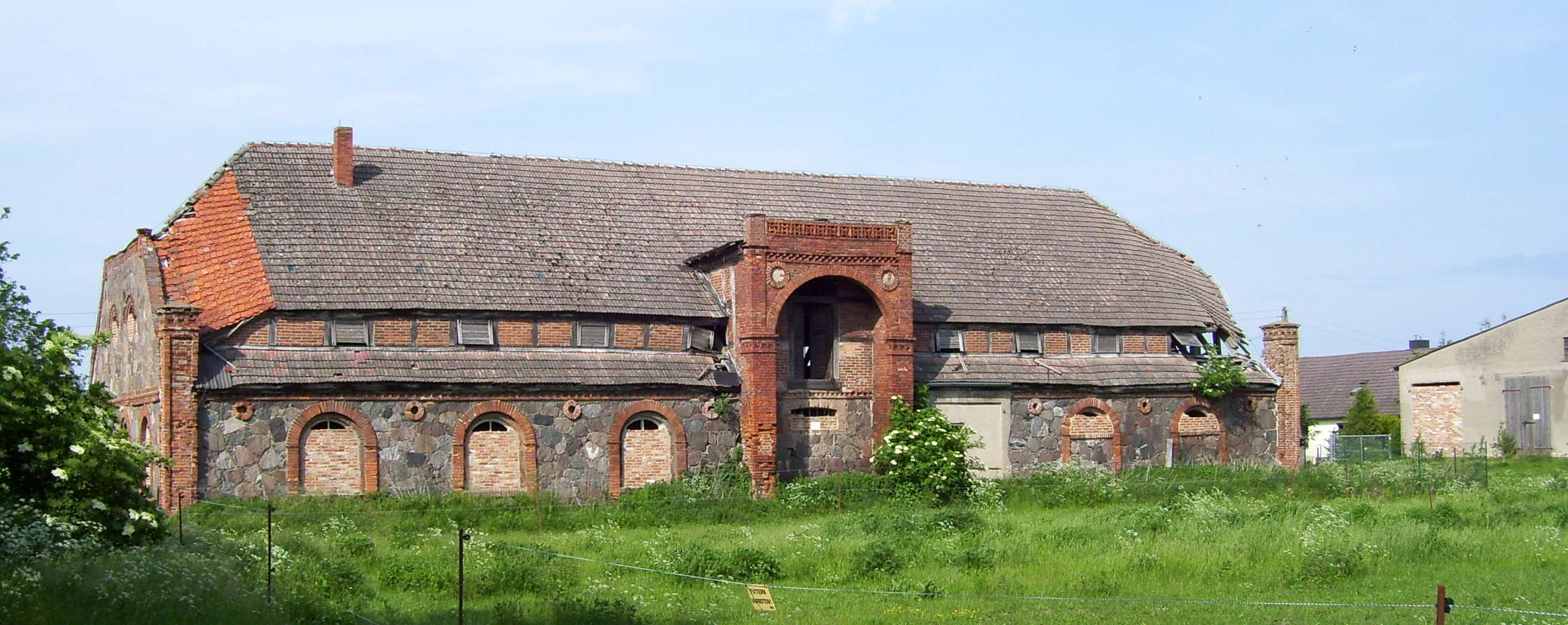
Les écuries

Le parc, selon un plan dessiné par Lenné et Gerhard Koeber en 1840, est en cours de réaménagement. Une partie sud a été consacrée à des installations sportives du temps de la république démocratique allemande. On remarque différents bâtiments de communs, dont des écuries, malheureusement non restaurées.